# L'immorale
L'immorale è un film del 1967 diretto da Pietro Germi e con Ugo Tognazzi e Stefania Sandrelli, presentato in concorso al 20º Festival di Cannes.

## Trama
Sergio Masini è un poligamo nell'Italia degli anni sessanta. Professore di violino, divide la sua vita tra due famiglie parallele, quella con la moglie Giulia e quella con Adele, che lo assorbono in modo totale, sia per i duplici impegni di padre e marito, sia per l'amore che lo lega a entrambe. A complicare ulteriormente la vicenda si inserisce un nuovo amore, Marisa, una giovane musicista conosciuta durante una trasferta. Incapace di recidere i legami precedenti, si alterna tra le tre donne moltiplicando le bugie, i pranzi, i regali per le varie ricorrenze sia per le amanti, sia per i figli. Sergio sogna di poter riunire tutti in una grande famiglia tanto da cominciare a far incontrare di nascosto alcuni dei familiari sotto i suoi occhi.
Una notte litiga con Marisa che scappa e lascia la città. Sergio scopre che è incinta e si reca nel paese d'origine della donna per portarla via con lui. Ma qui viene picchiato brutalmente dal padre e dal fratello della ragazza. Ma Sergio è pronto a tutto pur di evitare che Marisa abortisca. Il parroco gli consiglia di rompere tutte queste relazioni e di mettere chiarezza alla sua vita, ma Sergio ama tutte e tre le donne. Marisa, intanto, partorisce e diventa tanto accondiscendente nei confronti della vita complessa di Sergio da spingere l'uomo ad andare in vacanza con la moglie. Sergio di lì a poco muore stressato da una vita così complessa. Il funerale si chiude sul volto della moglie, la più misteriosa e pacata: come può essere che non abbia mai saputo delle altre?

## Riconoscimenti
- 1967 - David di Donatello
  - Miglior attore protagonista a Ugo Tognazzi
- 1968 - Nastro d'argento
  - Candidatura al Miglior attore protagonista a Ugo Tognazzi
  - Candidatura al Migliore fotografia in bianco e nero a Aiace Parolin
- 1967 - Globo d'oro
  - Miglior attore a Ugo Tognazzi
- 1967 - Festival di Cannes
  - Candidatura alla Palma d'oro a Pietro Germi
- 1968 - Golden Globe
  - Candidatura al Miglior film straniero (Italia)
  - Candidatura al Miglior attore in un film commedia o musicale a Ugo Tognazzi